# Заксенгайм
Заксенгайм (нім. Sachsenheim) — місто в Німеччині, знаходиться в землі Баден-Вюртемберг. Підпорядковується адміністративному округу Штутгарт. Входить до складу району Людвігсбург.
Площа — 57,92 км2. Населення становить 19 120 ос. (станом на 31 грудня 2020).